# 背崩湍蛙
背崩湍蛙（学名：Amolops beibengensis），一种于中华人民共和国西藏自治区墨脱县背崩乡发现的两栖动物，隶属于蛙科湍蛙属。

## 形态特征
背崩湍蛙体型较大，雄蛙体长75.8毫米，雌蛙体长90.2～93.2毫米。身体皮肤光滑。背部呈棕黑色，具有稀疏的绿色碎斑；四肢背面具有绿色碎斑构成的模糊窄横斑；腹部及四肢腹面乳黄色。